# العلاقات الروسية النيوزيلندية
العلاقات الروسية النيوزيلندية هي العلاقات الثنائية التي تجمع بين روسيا ونيوزيلندا.

## مقارنة بين البلدين
هذه مقارنة عامة ومرجعية للدولتين:
| وجه المقارنة                                              | روسيا                                   | نيوزيلندا                                              |
| --------------------------------------------------------- | --------------------------------------- | ------------------------------------------------------ |
| المساحة (كم2)                                             | 17.08 مليون                             | 268.02 ألف                                             |
| عدد السكان (نسمة)                                         | 146.80 مليون                            | 4.24 مليون                                             |
| الكثافة السكانية (ن./كم²)                                 | 8.59                                    | 15.82                                                  |
| العاصمة                                                   | موسكو                                   | ويلينغتون، أوكلاند                                     |
| اللغة الرسمية                                             | اللغة الروسية                           | لغة إنجليزية، اللغة الماورية، لغة الإشارة النيوزيلندية |
| العملة                                                    | روبل روسي                               | دولار نيوزيلندي، الجنيه النيوزيلندي                    |
| الناتج المحلي الإجمالي (بليون دولار)                      | 1.58 تريليون                            | 205.85 مليار                                           |
| الناتج المحلي الإجمالي (تعادل القوة الشرائية) بليون دولار | 3.69 تريليون                            |                                                        |
| الناتج المحلي الإجمالي الاسمي للفرد دولار أمريكي          | 9.09 ألف                                |                                                        |
| الناتج المحلي الإجمالي للفرد دولار أمريكي                 |                                         |                                                        |
| مؤشر التنمية البشرية                                      | 0.798                                   | 0.914                                                  |
| رمز المكالمات الدولي                                      | +7                                      | +64                                                    |
| رمز الإنترنت                                              | .ru، .рф، .рус ‏، .su                    | .nz                                                    |
| المنطقة الزمنية                                           | Magadan Time ‏، ت ع م+02:00، ت ع م+12:00 | ت ع م+13:00، ت ع م+12:00                               |

## منظمات دولية مشتركة
يشترك البلدان في عضوية مجموعة من المنظمات الدولية، منها:
| علم المنظمة | اسم المنظمة                                      | تاريخ انضمام روسيا | تاريخ انضمام نيوزيلندا |
| ----------- | ------------------------------------------------ | ------------------ | ---------------------- |
|             | المنظمة الهيدروغرافية الدولية                    | ?                  | ?                      |
|             | منظمة الشرطة الجنائية الدولية                    | 27 سبتمبر 1990     | ?                      |
|             | الاتحاد البريدي العالمي                          | ?                  | ?                      |
|             | منظمة التجارة العالمية                           | 22 أغسطس 2012      | ?                      |
|             | الفريق المعني برصد الأرض                         | ?                  | ?                      |
|             | مجموعة الموردين النوويين                         | ?                  | ?                      |
|             | مؤسسة التنمية الدولية                            | 16 يونيو 1992      | 1 أكتوبر 1974          |
|             | مؤسسة التمويل الدولية                            | 12 أبريل 1993      | 31 أغسطس 1961          |
|             | منتدى التعاون الاقتصادي لدول آسيا والمحيط الهادئ | 1 نوفمبر 1998      | 6 نوفمبر 1989          |
|             | منظمة حظر الأسلحة الكيميائية                     | ?                  | ?                      |
|             | الأمم المتحدة                                    | 24 أكتوبر 1945     | 24 أكتوبر 1945         |
|             | الاتحاد الدولي للاتصالات                         | 1866               | 3 يونيو 1878           |
|             | البنك الدولي للإنشاء والتعمير                    | 16 يونيو 1992      | 31 أغسطس 1961          |
|             | وكالة ضمان الاستثمار متعدد الأطراف               | 29 ديسمبر 1992     | 22 أبريل 2008          |
|             | نظام تحكم تكنولوجيا القذائف                      | 1995               | 1991                   |
|             | يونسكو                                           | 21 أبريل 1954      | 4 نوفمبر 1946          |
|             | منتدى آسيان الإقليمي ‏                            | ?                  | ?                      |

## وصلات خارجية
- موقع وزارة الخارجية الروسية
- موقع وزارة الخارجية النيوزيلندية